# تد باست
تد باست (انگلیسی: Ted Bassett; ۱ ژانویهٔ ۱۸۸۹ – ۲۵ نوامبر ۱۹۷۰) بازیکن فوتبال اهل بریتانیا بود.
از باشگاه‌هایی که در آن بازی کرده‌است می‌توان به باشگاه فوتبال دارتفورد، باشگاه فوتبال لوتون تاون، باشگاه فوتبال تاتنهام هاتسپر، باشگاه فوتبال میلوال، باشگاه فوتبال وینگیت و فینشلی، باشگاه فوتبال واتفورد، و باشگاه فوتبال نوتس کانتی اشاره کرد.